# Adicella hebe
Adicella hebe är en nattsländeart som beskrevs av Schmid 1994. Adicella hebe ingår i släktet Adicella och familjen långhornssländor. Inga underarter finns listade i Catalogue of Life.